# 눈물의 예스터데이
눈물의 예스터데이(일본어: 涙のイエスタデー 나미다노이에스타데[*])는 가넷 크로우의 25번째 싱글이다. 2007년 7월 4일 기자 스튜디오에서 발매되었다.
전곡의 작곡은 나카무라 유리, 작사는 아즈키 나나, 편곡은 후루이 히로히토가 맡았다.
이번 타이틀 곡 〈눈물의 예스터데이〉는 가넷 크로우 통산 100번째 곡이다. 그리고 이 타이틀은 일본 애니메이션 명탐정 코난의 오프닝으로 기용되었다. 앨범 자켓은 비틀즈의 영향을 받아 만들었다고 하였으며, 비틀즈의 곡과 유사한 리듬이 나온다고 나카무라 유리가 코멘트하였다.

## 수록곡
1. 눈물의 예스터데이(涙のイエスタデー)
2. Go For It
3. 가장 멋졌던 날(一番素敵だった日)
4. 눈물의 예스터데이 (instrumental)

## 차트 성적
- 최고순위 10위 (오리콘)

| TV 애니메이션 《명탐정 코난》 여는 곡 2007년 6월 18일 (475화) ~ 2007년 9월 3일 (486화) |                                   |                                     |
| 이전 곡: 사에구사 유카 인 데시벨 〈구름을 타고서〉                                     | 가넷 크로우 〈눈물의 예스터데이〉 | 다음 곡: ZARD 〈글로리어스 마인드〉 |